# Dillon Casey
Dillon Casey et un acteur canado-américain né le 29 octobre 1983. Il est surtout connu pour son rôle de Trevor Lemonde dans la série télévisée M.V.P. peu connue en France.

## Vie privée
Casey est né à Las Vegas, Nevada et a grandi à Oakville, en Ontario. Son père, Richard, est urologue et sa mère, Patrice est consultante en image. Après avoir été diplômé de Oakville Trafalgar Lycée, Casey a été à l'Université McGill à Montréal où il a étudié les sciences.

## Filmographie
- 2001 : Degrassi : La Nouvelle Génération (série télévisée) : Groovy Gary / Tommy Jensen ("Fantôme", Saison 4, Épisode 1)
- 2005 : Code Breakers (film TV) : Sentry (non crédité)
- 2006 : Missing : Disparus sans laisser de trace (série télévisée) : Steve Biggs
- 2006 : 11 caméras (série télévisée) : Chuck
- 2007 : Monster Warriors (série télévisée) : Jock Strongjaw ("Spring Break", Saison 3, Épisode 15)
- 2007 : The Best Years (série télévisée) : Brandon Zimmerman (4 épisodes)
- 2007 : Mariage et Conséquences (Too Young to Marry) (film TV) : Max Doyle
- 2007 : Killing Zelda Sparks (film) : Bill (apparition)
- 2008 : M.V.P. (série télévisée) : Trevor Lemonde (rôle principal)
- 2008 : House Party (film) : Sean Goldstein (rôle principal)
- 2008 : Warehouse 13 (série télévisée) : Cody
- 2008 : Aaron Stone (série télévisée) : Dax
- 2009 : Les Vies rêvées d'Erica Strange (série télévisée) : Ryan (5 épisodes)
- 2009 : Le Secret d'une sœur (My Nanny's Secret) (film TV) : Carter
- 2009 : Valemont (film TV) : Sébastien
- 2009 : Vampire Diaries (série télévisée) : Noah (3 épisodes)
- 2011 : Torchwood (série télévisée) : Brad
- 2011 : Nikita (série télévisée) : Sean Pierce
- 2012 : Je te promets - The Vow (film) : Ryan
- 2014 : Jack Rousseaux le chercheur d'or (film) : Jofrey Grifin
- 2015 : Marvel : Les Agents du SHIELD (série télévisée) : Will Daniels
- 2017 : Designated Survivor : Detective Blakey